# NGC 2849
NGC 2849 est un amas ouvert,, situé dans la constellation des Voiles. Il a été découvert par l'astronome britannique John Herschel en 1838.

NGC 2849 est à environ 6 400 pc (∼20 900 al) du système solaire et les dernières estimations donnent un âge de 631 millions d'années. La taille apparente de l'amas est de 3,0 minutes d'arc, ce qui, compte tenu de la distance et grâce à un calcul simple, équivaut à une taille réelle d'environ 18 années-lumière. qui, compte tenu de la distance, donne une taille réelle maximale d'environ 18 années-lumière. 
Selon la classification des amas ouverts de Robert Trumpler, cet amas renferme entre 50 et 100 étoiles (lettre m) dont la concentration est moyenne (II) et dont les magnitudes se répartissent sur un intervalle moyen (le chiffre 2).